# Erika Lotz

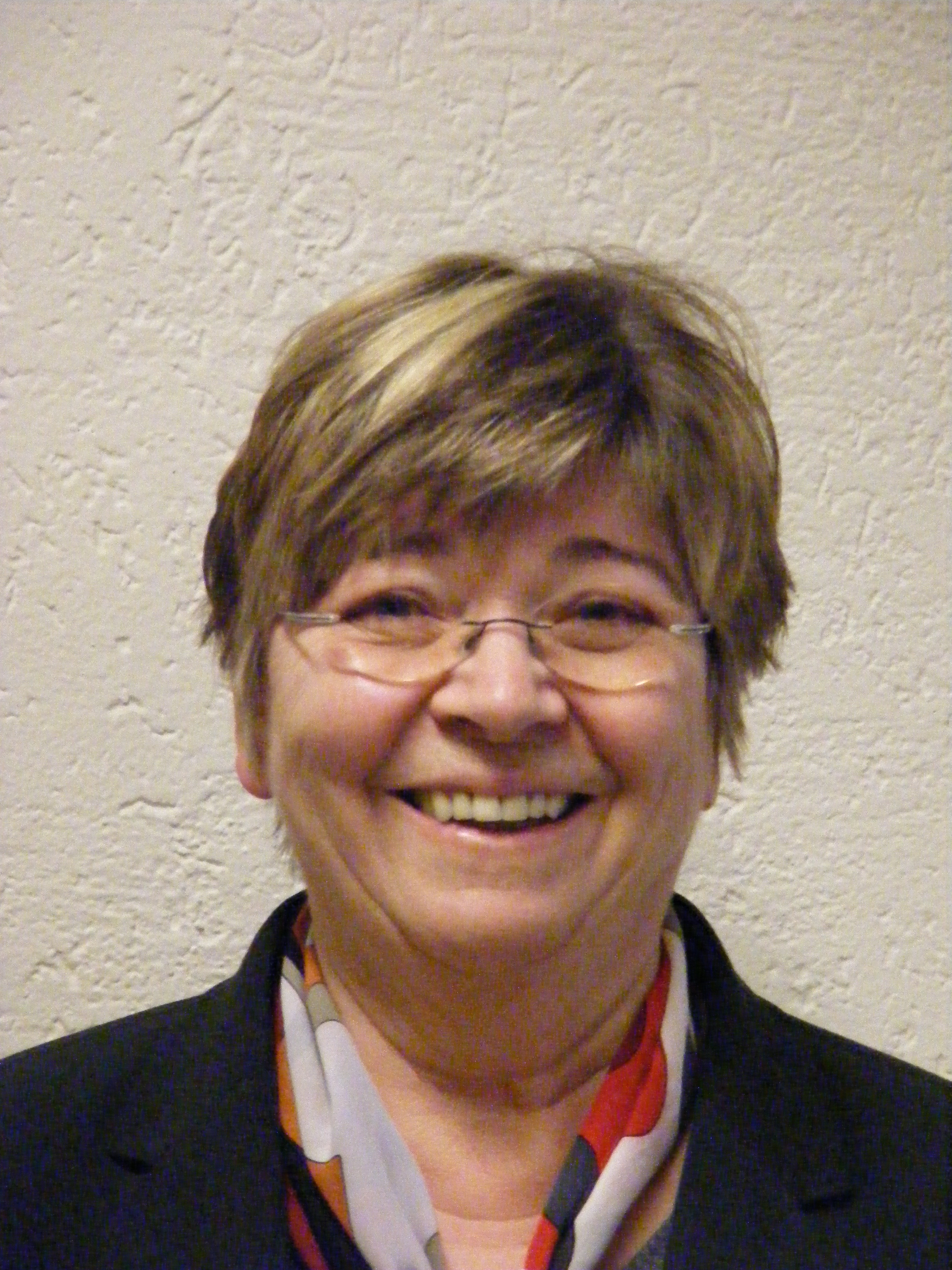
Erika Lotz (2012)

Erika Lotz (* 9. September 1943 in Leun) ist eine deutsche Politikerin der SPD.
Erika Lotz war vom 10. November 1994 bis zum 18. September 2005 Mitglied des Deutschen Bundestages. Sie wurde für die Sozialdemokratische Partei Deutschlands (SPD) über ein Direktmandat des Wahlkreises 174 in Hessen gewählt.
Die gelernte Einzelhandelskauffrau war bis 1998 stellvertretende Vorsitzende des DGB Hessen. Von 2008 bis 2016 war Erika Lotz Mitglied des Präsidiums des AWO Bundesverbandes.

## Ehrung
Erika Lotz wurde 2016 die Marie-Juchacz-Plakette der Arbeiterwohlfahrt verliehen.